# صدرآباد (اشکذر)
صدرآباد روستایی در مرکز دهستان رستاق بخش مرکزی شهرستان اشکذر استان یزد ایران است.

## جمعیت
بر پایه سرشماری عمومی نفوس و مسکن در سال ۱۳۹۵ جمعیت این مکان ۱٬۴۷۵ نفر (۴۵۲خانوار) بوده‌است.